# Rouwmees
De rouwmees (Poecile lugubris synoniem: Parus lugubris) is een vogel uit de familie van de mezen (Paridae) die voorkomt in zuidoost Europa en het Midden-Oosten.

## Kenmerken
De rouwmees is 14 tot 15 cm lang, ongeveer zo groot als een koolmees, dus iets groter dan de matkop en de glanskop. De vogel weegt 16 tot 19 g. De kopkap is donker bruingrijs en reikt verder omlaag en de bef is groter dan bij glans- en matkop. De "wangen" zijn wit en vormen een wigvormige vlek op de kop, verder is de vogel van boven asgrijs en van onder lichtgrijs.

## Verspreiding en leefgebied
Deze vogel komt voor van Zuidoost-Europa tot Iran en telt vijf ondersoorten:
- P. l. lugubris: de Balkan en noordelijk Griekenland.
- P. l. lugens: centraal en zuidelijk Griekenland.
- P. l. anatoliae: van Klein-Azië tot noordelijk Israël.
- P. l. dubius: westelijk Iran.
- P. l. kirmanensis: zuidoostelijk Iran.

Het leefgebied bestaat uit een groot aantal half beboste landschapstypen zoals maquis, olijfgaarden, boomgaarden, wijngaarden, parkachtig terrein met eiken of eikenhakhout of wilgen- en populierenbos. In kalksteengebergte ook wel in naaldbos, tot op 2300 m boven de zeespiegel in Turkije. In het noorden van Israël en in Azerbeidsjan alleen boven de 500 of 750 m.

## Status
De rouwmees is wijdverspreid maar vaak niet zo algemeen en soms plaatselijk weer wel algemeen. Over trends in de tijd is niets bekend.